# Eugenia acapulcensis
Eugenia acapulcensis là một loài thực vật có hoa trong Họ Đào kim nương. Loài này được Steud. mô tả khoa học đầu tiên năm 1840.